# Brigitte Mohnhaupt
Brigitte Margret Ida Mohnhaupt (Rheinberg, 1949. június 24. –) német terrorista, 1971-től 1982-ig a RAF terrorszervezet aktív tagja volt, 2007-ben szabadlábra helyezték.

## Életpálya

A Vörös Hadsereg Frakció címere

Mohnhaupt egy újságkiadó alkalmazottjának lányaként született 1949-ben, az észak-rajna-vesztfáliai Rheinberg városában, szülei válása után 1960-ban anyjához került. 1967-ben Bruchsalban érettségizett és az azt követő évben a müncheni Lajos–Miksa Egyetem filozófia szakán folytatta tanulmányait. 1968-ban házasságot kötött Rolf Heisslerrel. Münchenben töltött éve során csatlakozott egy helyi közösségi szervezethez, ahol megismerkedett az 1960-as évek diákmozgalmainak néhány jelentős alakjával mint Rainer Langhans, Fritz Teufel és Uschi Obermaier. 1969-ben részt vett egy illegális tüntetésen a müncheni Amerikai Kulturális Háznál (Amerikahaus), amellyel a vietnámi háború ellen tiltakoztak.
Meghatározó tagja az SPK-nak (németül Sozialistisches Patientenkollektiv, Szocialista Pácienskollektíva), Mohnhaupt társával, Irmgard Möllerrel együtt 1971-ben csatlakozott a Vörös Hadsereg Frakcióhoz, ahol a szervezésben, logisztikában és a fegyverek beszerzésében segédkezett.
Brigitte Margret Ida Mohnhaupt, német városi gerilla, a Vörös Hadsereg Frakció (RAF) úgynevezett második generációjának vezető személyisége volt. 1982-ben a bíróság 9 emberölésben való részvételért találták bűnösnek, köztük Hanns-Martin Schleyer, a Gyáriparosok Szövetsége akkori elnökének, volt SS-tiszt elrablásában és kivégzésében, valamint a Siegfried Buback főállamügyész és a Jürgen Ponto bankelnök elleni halálos merényletekben. A bíróság ötszörös életfogytiglani szabadságvesztésre ítélte, amiből legkevesebb 24 évet kellett letöltenie. Mohnhaupt 2007. március 25-én reggel, 24 év után hagyta el az aichachi börtönt.